# Perisomena caecigena
Perisomena caecigena (Molia împărat de toamnă) este o specie de molie din familia Saturniidae. Este întâlnită în Italia și din sud-estul Austriei prin Ungaria, Slovenia, Croația, Serbia, Albania, Ucraina de Vest, România, Bulgaria și Grecia, majoritatea Turciei și Munții Caucaz (Georgia, Armenia și Azerbaijan). Subspecia stroehlei este endemică din Munții Troodos din Cipru. 

## Descriere

Răspândirea în Europa

Anvergura este de 62–88 mm pentru specia caecigena și 40–65 mm pentru masculi și 48–90 mm pentru femelele subspeciei stroehlei. Adulții zboară de la sfârșitul lunii septembrie până la începutul lunii noiembrie.
Larvele au ca principală sursă de hrană specii de Quercus, incluzând Quercus robur, Quercus petrea, Quercus pubescens, Quercus cerris și Quercus ilex, dar și Populus alba, Populus nigra, Fraxinus, Pyrus și Prunus. Salix poate fi de asemenea plantă gazdă, deoarece larvele au fost crescute pe Salix caprea în captivitate.

## Subspecii
Există următoarele subspecii:
- Perisomena caecigena caecigena
- Perisomena caecigena stroehlei